# Демир Капия (град)
Вижте пояснителната страница за други значения на Демир Капия.
Демир Капия (старо Баня, на македонска литературна норма: Демир Капија) е град в Северна Македония, център на едноименната община Демир Капия.

## География
Градът е разположен на десния бряг на река Вардар на северния вход на едноименния пролом Демир Капия. Проломът продължава на юг по поречието на Вардар около 10 km и свършва до село Удово. В стръмните скали на пролома се намира пещерата Белата вода с внушителната си дължина от 955 m. Със стръмните си и високи склонове височините на пролома привличат катерачи и практикуващи екстремни спортове.
През градчето протича малката река Бошава вливаща се във Вардар. Градчето разполага с железопътна гара на международната железопътна линия от Северна Европа през Скопие за Солун, а източно от града на левия бряг на Вардар е магистралата Е75.
Столичният град Скопие отстои на около 112 km северозападно от Демир Капия, с когото е свързан с автомобилен магистрален път и железопътна линия. Най-близко разположените други градове са Неготино (20 km, северозападно) и Кавадарци (30 km, северозападно), най-близкият граничен контролно-пропускателен пункт е на границата между Северна Македония и Република Гърция при село Богородица, край град Гевгели, на 47 km югоизточно от градчето. По-важен регионален център е град Велес на 60 km северозападно.
Долината на река Вардар е плодородна е времето топло с жарки лета и меки зими.

## История

### Древност и Средновековие
Най-старото споменаване на селище в пролома Демир Капия съществувало около твърдината изградена да пази клисурата, е под името Стене (Stenae), стар римски град. По късно покрай крепостта в клисурата изниква средновековният град Просек. В средните векове градът придобива известност и важност като седалище на българските боляри Добромир Хриз и Стрез, ползващи се със статут на независими владетели. Районът около Просек се откъсва от Византия в края на XII век, по време на въстанието на Асеневци в Търново.
Османците превземат Просек вероятно в 1385 година. Крепостта е разорена, а жителите ѝ – прокудени. В турските документи от XVI век вече се говори за село Демир Капия, разположено ниско в долината на река Вардар северно от височините на стария град Просек. Местното българско население нарича селото Баня, заради разположените тук топли минерални води известни от древни времена.

### Нова история
В края на XIX век Демир Капия е малко българско село в Османската империя. Гръцкият просвещенец Атанасиос Псалидас пише в своята „География“ (1818 - 1822), че Демир капи е населяван от „турци и българи, които са най-невежи“. През 1895 година в Демир Капия е открита поща.
Според статистиката на Васил Кънчов („Македония. Етнография и статистика“) от 1900 година Баня (Демир Капу) е населявана от 180 жители българи християни. В началото на XX век Демир Капия е чисто екзархийско село. По данни на секретаря на Българската екзархия Димитър Мишев („La Macédoine et sa Population Chrétienne“) през 1905 година в Баня има 144 българи екзархисти.
След Междусъюзническата война селото попада в Сърбия. По време на Първата световна война германски войски разкриват в района римски гробове и селище, чието име Богдан Филов установява като Юменион.
На етническата си карта от 1927 година Леонард Шулце Йена показва Баня (Banja) като българско християнско село.
След катастрофалното Валандовско земетресение (с магнитуд 6.7 по Рихтер) от 7 и 8 март 1931 година населението на с. Баня е преместено и настанено покрай железопътната станция Демир Капия. Тука започва нов живот, отворени са няколко търговски и занаятчийски обекти, а после е отворено и училище както и няколко стопански обекта.
По време на българското управление във Вардарска Македония в годините на Втората световна война, Йордан Ив. Бухов от Неготино е български кмет на Демир Капия от 22 август 1941 година до 23 септември 1943 година и отново от 19 ноември 1943 до 29 август 1944 година.
След Втората световна война в Демир Капия са заселени много жители на село Търлис, Драмско, Гърция.
Според преброяването от 2002 година Демир Капия има 3275 жители.
| Националност | Всичко |
| македонци    | 3161   |
| албанци      | 19     |
| турци        | 19     |
| роми         | 16     |
| власи        | 0      |
| сърби        | 34     |
| бошняци      | 0      |
| други        | 26     |

## Личности
Родени в Демир Капия
- Васил Темелков, български революционер, деец на ВМОРО, загинал преди 1918 г.[12]
- Лазо Чифлишки, български революционер, деец на ВМОРО, загинал преди 1918 г.[12]

Починали в Демир Капия
- Мице Пашоевски (1943 - 2015), писател и новинар от Република Македония
- Панайот Ангелов Амиорков, български военен деец, капитан, загинал през Първата световна война[13]
- Стоян Стоянов, български военен деец, майор, загинал през Първата световна война[14]
- Цончо Йотов Немецов, български военен деец, майор, загинал през Първата световна война[15]

## Други
На Демир Капия е наречена улица в квартал „Надежда I“ в София (Карта).